# Никта (спътник)
Вижте пояснителната страница за други значения на Никта.
Никта е естествен спътник на Плутон. Открит е през юни 2005 г. заедно с Хидра от екип астрономи, включващ Хал Уийвър, Алан Стерн, Макс Мъчлър, Андрю Стефл, Марк Буйе, Уилям Мерлин, Джон Спенсър, Елиът Йънг и Лесли Йонг на снимки от телескопа Хъбъл от 15 и 18 май 2005 г. На спътника е дадено предварителното означение S/2005 P 2. Спътникът е наречен на древногръцката богиня на нощта Никта.
Спътниците са забелязани за пръв път от Макс Мъчлър на 15 юни 2005 г. и откритието е оповестено на 31 октомври 2005 г.
От снимките е установено, че спътниците са на приблизително кръгова орбита около Плутон, в орбиталната равнина на Харон, с орбитален радиус от около 50 000 km. Не са установени точни размери на обекта, но се предполага, че диаметърът му е между 32 и 145 km.. Никта е около 25% по-блед от Хидра и вероятно е по-малък.
Обектът е заснет при преминаването на космическия апарат „Нови хоризонти“ на 14 юли 2015 г.
Официалното име „Никта“ е дадено на 21 юни 2006 и е взето от богинята на нощта в гръцката митология, която е и майка на Харон. Използва се също и обозначението Плутон 2.